# Endeavour űrrepülőgép
Az Endeavour (NASA Orbiter jelzése: OV–105) az ötödik és egyben az utolsó megépült amerikai űrrepülőgép volt. A Challenger űrrepülőgép helyettesítésére építették meg, a Challenger-katasztrófa után. Első repülése az STS–49 volt, amelyre 1992. május 7-én került sor, azóta 24-szer járt az űrben. Utolsó, 25. az STS–134 volt, az amerikai Space Shuttle űrrepülőgép program utolsó előtti repülése. Az Endeavour űrrepülőgéppel hajtotta végre a NASA a Hubble űrtávcső első javítását.

## Repülések
| #  | Indítási dátum | Jelzés  | Indító- állvány | Leszállóhely           | Megjegyzések |
| -- | -------------- | ------- | --------------- | ---------------------- | --- |
| 1  | 1992-05-07     | STS–49  | 39–B            | Edwards légitámaszpont | Az Endeavour első útja: Az Intelsat VI. befogása és új pályára állítása. Az első három emberes űrséta, a leghosszabb űrséta az Apollo–17 óta. |
| 2  | 1992-09-12     | STS–47  | 39–B            | Kennedy Űrközpont      | Spacelab J küldetés |
| 3  | 1993-01-13     | STS–54  | 39–B            | Kennedy                | TDRS-F pályára állítás |
| 4  | 1993-06-21     | STS–57  | 39–B            | Kennedy                | Spacelab kísérletek. Az EURECA befogása és Földre szállítása. |
| 5  | 1993-12-02     | STS–61  | 39–B            | Kennedy                | Az első Hubble űrtávcső szerviz-küldetés (HSM–1). |
| 6  | 1994-04-09     | STS–59  | 39–A            | Edwards                | Space Radar Laboratory kísérletek. |
| 7  | 1994-09-30     | STS–68  | 39–A            | Edwards                | Space Radar Laboratory kísérletek. |
| 8  | 1995-03-02     | STS–67  | 39–A            | Edwards                | Spacelab Astro–2 kísérletek. |
| 9  | 1995-09-07     | STS–69  | 39–A            | Kennedy                | Wake Shield Facility és egyéb kísérletek. |
| 10 | 1996-01-11     | STS–72  | 39–B            | Kennedy                | A japán Space Flyer Unit befogása és Földre szállítása. |
| 11 | 1996-05-19     | STS–77  | 39–B            | Kennedy                | Spacelab kísérletek. |
| 12 | 1998-01-22     | STS–89  | 39–A            | Kennedy                | Csatlakozás a Mir űrállomáshoz és legénység csere. |
| 13 | 1998-12-04     | STS–88  | 39–A            | Kennedy                | ISS szerelési küldetés (a Unity modul (Node 1) felhelyezése, ami az ISS első amerikai modulja). |
| 14 | 2000-02-11     | STS–99  | 39–A            | Kennedy                | Shuttle Radar Topography Mission kísérletek. |
| 15 | 2000-11-30     | STS–97  | 39–B            | Kennedy                | ISS szerelési küldetés (P6 truss felhelyezése). |
| 16 | 2001-04-19     | STS–100 | 39–A            | Edwards                | ISS szerelési küldetés (Canadarm2 robotkar felszerelése). |
| 17 | 2001-12-05     | STS–108 | 39–B            | Kennedy                | ISS csatlakozás és legénység csere (3-as és 4-es legénység) |
| 18 | 2002-06-05     | STS–111 | 39–A            | Edwards                | ISS csatlakozás és legénység csere (4-es és 5-ös legénység) |
| 19 | 2002-11-23     | STS–113 | 39–A            | Kennedy                | ISS szerelési küldetés és legénység csere, az utolsó sikeres küldetés a Columbia-katasztrófa előtt. (5-ös és 6-os legénység csere, P1 truss szerelési munkálatok) |
| 20 | 2007-08-08     | STS–118 | 39–A            | Kennedy                | Öt év után az első Endeavour repülés. Négy űrséta. Az S5 Truss felhelyezése az ISS-re. A SPACEHAB modul 2.5 tonna felszereléssel (élelmiszer, szerszámok stb.) felvitele az ISS-re. Az űrsikló alját védő hőszigetelő csempék megsérültek a kilövéskor, de a NASA-nál úgy döntöttek, hogy a sérülés nem okozhat problémát a Földre visszatéréskor, így a sérülést nem az űrben javították meg. Az űrsikló egy nappal korábban landolt a tervezettnél, mert félő volt, hogy az irányítást evakuálni kell a Dean hurrikán miatt. |
| 21 | 2008-03-11     | STS–123 | 39–A            | Kennedy                | ISS szerelési küldetés, a Kibo modul első elemének felvitele a kanadai Dextre robotkar és a Spacelab Pallet-Deployable 1-gyel együtt. |
| 22 | 2008-11-14     | STS–126 | 39–A            | Edwards                | ISS szerelési küldetés, a Leonardo Multi-Purpose Logistics Module felszerelése és a 18-as legénység részleges cseréje. |
| 23 | 2009-07-15     | STS–127 | 39–A            | Kennedy                | ISS szerelési küldetés, a Kibo modul utolsó elemeinek felvitele a Spacelab Pallet-Deployable 2 és az ICC-VLD (Integrated Cargo Carrier-Vertical Light Deployable) felvitele. |
| 24 | 2010-02-08     | STS–130 | 39–A            | Kennedy                | ISS szerelési küldetés, a Tranquility Node 3 és a kupola modul felvitele az űrállomásra. Ezzel az ISS 85-90%-a kész. |
| 25 | 2011-05-16     | STS–134 | 39–A            | Kennedy                | ISS szerelési küldetés, az alfa-mágneses spektrométer és az ELC-3 felvitele. Ez volt az amerikai Space Shuttle űrrepülőgép program utolsó előtti repülése. |

## Múzeum
Az Endeavour űrsikló a California Science Center nevű múzeumba került, miután nyugdíjazták, ahol a látogatók más űrkutatással kapcsolatos tárgyak mellett tekinthetik meg. Ezt megelőzően több kaliforniai nagyváros felett is reptették egy Boeing 747-es tetején, mielőtt végleg landolt a Los Angelesi repülőtéren.